# Danlas
Danlas ist eine Weißweinsorte. Es handelt sich um eine Neuzüchtung des Institut national de la recherche agronomique (INRA) Montpellier zwischen den Rebsorten Dabouki  x Gutedel. Die Kreuzung erfolgte im Jahr 1958 durch den französischen Ampelographen Paul Truel auf dem Gelände der Domaine de Vassal, dem Versuchsweingut des INRA Montpellier. Zusammen mit den Sorten Lival und Ribol gehörte Danlas zu einem Programm zur Ergänzung des französischen Angebots von frühreifenden Tafeltrauben. Da die Sorte sehr früh reift, wird das Risiko von Frösten im Herbst sowie Rohfäule minimiert. Sie wird seit dem Jahr 1976 kommerzialisiert.
Es wurde bisher ein Klon, die Nummer 499 selektiert.
In Frankreich waren im Jahr 1981 ca. 109 Hektar Rebfläche mit Danlas bestockt. Im Jahr 2007 wurden 261 Hektar erhoben.
Siehe auch den Artikel Weinbau in Frankreich sowie die Liste von Rebsorten.
- Synonyme: Zuchtstammnummer INRA 1584-20 (Kreuzung Nummer 1584, Pflanze 20 der Serie).
- Abstammung: Dabouki × Chasselas

## Ampelographische Sortenmerkmale
In der Ampelographie wird der Habitus folgendermaßen beschrieben:
- Die kegelförmige Traube ist mittelgroß bis groß, geschultert und dichtbeerig. Die rundlichen Beeren sind groß und von weißlich-gelber Farbe.

Die Rebsorte Danlas reift ca. 5 – 6 Tage nach dem Gutedel und ist damit für eine weiße Rebsorte als früh reifend. Danlas treibt früh aus und ist damit bei späten Frühjahrsfrösten gefährdet.